# Emmanuel Wamala
Emmanuel Wamala (Kamaggwa, 15 de desembre de 1926) és un cardenal ugandès que serví com a arquebisbe de Kampala.

## Biografia
Nascut a Kamaggwa, a la parròquia de Lwaggulwe, a la diòcesi de Masaka. Els seus pares, Cosma Kyamcra i Teresa Nnamayanja, van tenir deu fills, dos dels quals van morir quan encara eren nadons. Dels vuit restants, (5 nens i 3 nenes) dos van ser preveres, un va ser religiós i la resta es casaren.
Va assistir a l'escola primària de Kalisizo i Bakira durant quatre anys, abans d'ingressar al seminari menor de Bukalasa al 1942. Després de set anys a Bukalasa, assistí al Seminari Major Nacional de Katigondo entre 1949 i 1955. Inicià la seva activitat pastoral a Kabula, una parròquia de la diòcesi de Masaka. Al setembre de 1956 va ser enviat a Roma perquè continués els seus estudis a la Pontifícia Universitat Urbaniana, on va obtenir la llicenciatura en teologia. Va ser ordenat prevere el 21 de desembre de 1957 a la capella del Pontifícia Universitat Urbaniana de Roma per l'arquebisbe Pietro Sigismondi, secretari de la Sacra Congregació de Propaganda Fide (a la mateixa cerimònia també s'ordenà al també futur cardenal Stephen Fumio Hamao).
Després de la seva ordenació, Wamala continuà els seus estudis a la Pontifícia Universitat Gregoriana (1958-1960), obtenint la llicenciatura en ciències socials. Tornà a Uganda el 1960. A més, seguí els seus estudis a la universitat Makerer de Kampala i a la Universitat de Notre Dame de South Bend, als Estats Units.
Durant els dos anys posteriors a tornar a Uganda, Emmanuel Wamala treballà a la parròquia de Villa María i va ser el supervisor de l'escola diocesana de la diòcesi de Masaka. Entre 1962 i 1964 estudià i va obtenir la diplomatura en pedagogia a la universitat de Makerere. A continuació va ser enviat a ensenyar al seminari menor de Bukalasa fins al 1968, quan va ser nomenat capellà de la Universitat Makerere, càrrec que ocupà fins al 1974.
El 1974 va ser nomenat vicari general de Masaka i, paral·lelament i per a un període determinat, rector de Nkoni (1975-77) i de Kimaanya (1977-1979). El 25 de maig de 1977 va rebre el títol de capellà de Sa Santedat.
Després del seu nomenament com a bisbe de Kiyinda-Mityana el 17 de juliol de 1981, el 22 de novembre de 1981 va ser consagrat bisbe pel cardenal Emmanuel Kiwanuka Nsubuga.
El 21 de juny de 1988 va ser nomenat bisbe coadjutor de Kampala. El 8 de febrer de 1990 succeí el cardenal Nsbuga com a arquebisbe de Kampala.
L'arquebisbe Wamala ha estat president de la Conferència Episcopal d'Uganda entre 1986 i 1994.
També ha estat president del Consell Cristià Unit d'Uganda.
Va ser creat cardenal pel Papa Joan Pau II al consistori celebrat el 26 de novembre de 1994, amb el títol de Cardenal-Prevere de Sant'Ugo.
Va ser un dels cardenals electors que van participar en el conclave de 2005, on s'escollí el Papa Benet XVI.
Wamala va ser el primer rector de la recent creada Universitat dels Màrtirs d'Uganada, que s'inaugurà oficialment el 18 d'octubre de 1993.
Va renunciar al govern pastoral de l'arxidiòcesi el 19 d'agost de 2006 per motius d'edat. Va ser succeït per Cyprian Kizito Lwanga. El 15 de desembre de 2006, en complir els 80 anys, passà a ser cardenal no elector.

## Projecte de les presons africanes
El cardenal Wamala és patró del Projecte de Presons Africanes, una organització internacional no governamental amb la missió de portar dignitat i esperança a les persones tancades a les presons africanes mitjançant la salut, l'educació, la justícia i la reintegració.